# رافائل مورا
رافائل مورا (به پرتغالی: Rafael Martiniano de Miranda Moura) مهاجم اهل برزیل است که در شهر بلو هوریزونته و در تاریخ ۲۳ مهٔ ۱۹۸۳ به دنیا آمده‌است.
رافائل مورا در تیم‌های فوتبال اتلتیکو مینیرو سابقهٔ حضور دارد.